# 李萍 (演员)
李萍（1963年—），山东青岛人，中国女演员。曾出演电视剧《大宅门》及电影《夏洛特烦恼》等。

## 简介
1963年，李萍出生于中国山东省青岛市，后随家人移居北京。1979年，时年16岁的李萍考入峨嵋电影制片厂正式成为一名演员。2000年，李萍受邀在大型电视连续剧《大宅门》中饰演白雅萍这一角色，并由此结识了同为演员的张谦，不久后两人结为夫妻。2014年，李萍参与开心麻花喜剧电影《夏洛特烦恼》的拍摄，在电影中饰演主角夏洛（沈腾饰）风韵犹存的母亲。